# MYRRHA

Principe van een loodgekoelde reactor

MYRRHA is een nog te bouwen multifunctionele onderzoeksinstallatie. De afkorting MYRRHA staat in het Engels voor Multi-purpose Hybrid Research Reactor for High-tech Applications (multifunctionele hybride onderzoeksreactor voor hoogtechnologische toepassingen). MYRRHA is een veelzijdige onderzoeksinfrastructuur. Het zal de eerste onderzoeksreactor ter wereld zijn die door een deeltjesversneller wordt aangedreven. SCK CEN uit Mol werkt actief aan het ontwerp en de bouw van deze nieuwe multifunctionele onderzoeksinstallatie.

## Ontwerp
MYRRHA is het eerste grootschalig Accelerator Driven System (ADS) in de wereld waarbij een subkritische kernreactor wordt aangedreven door een krachtige lineaire deeltjesversneller. Vanwege de subkritische concentratie van de splijtstof kan de kernreactie alleen in stand gehouden worden door de versneller. Wanneer je de protonenbundel afschakelt, komt de kernreactie onmiddellijk en op veilige wijze tot stilstand. 

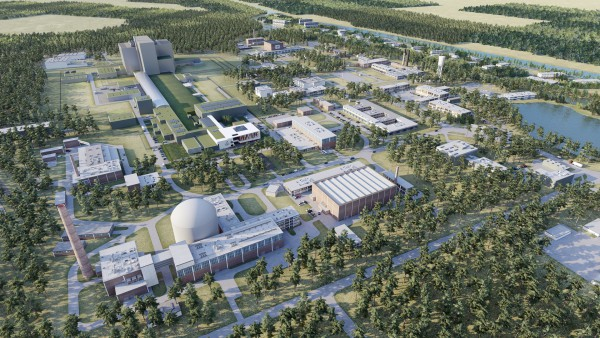
Ontwerp Myrrha

MYRRHA bestaat uit vier belangrijke onderdelen:
1. de lineaire deeltjesversneller (linac)
2. de reactor die gekoeld wordt door een eutecticum van lood-bismut
3. de Proton Target Facility
4. de Fusion Target Facility

### De lineaire deeltjesversneller (linac)
De 400 m lange lineaire deeltjesversneller (linac) zal protonen naar de reactor sturen met een vermogen van 600 MeV. MYRRHA kiest niet toevallig voor linac-technologie: ze biedt een betere stabiliteit van de protonenbundel vergeleken met cyclotrons.
Dat de betrouwbaarheid van de protonenbundel een essentieel kenmerk is voor MYRRHA, weerspiegelt zich in het ontwerp van de linac. Twee redundante injectoren met een vermogen van 17 MeV voorzien in parallelle redundantie. Het volgende deel van de versneller tot 600 MeV bestaat uit het gekende concept van supergeleidende radiofrequentiemodules die optimaal presteren aan hoog vermogen.
Op het einde van de versneller wordt de protonenbundel van 4 mA in de reactor gevoed, waarbij door spallatie een stroom van snelle neutronen aangemaakt wordt. Een deel van de protonenbundel kan gelijktijdig gestuurd worden naar de Proton Target Facility en het Fusion Target Station.
De injector wordt op dit ogenblik gebouwd en getest bij het Cyclotron Resource Centre (CRC) bij UCLouvain in Louvain-la-Neuve. De linac wordt uiteindelijk geïnstalleerd op de site van SCK CEN in Mol.

### De reactor die gekoeld wordt door een eutecticum van lood-bismut

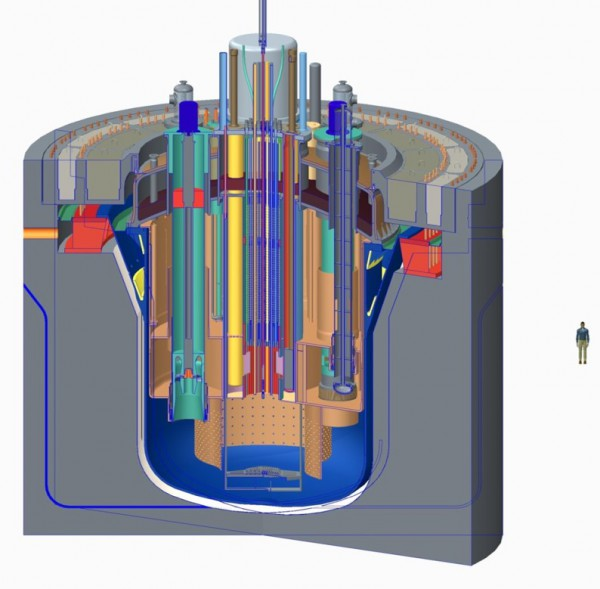
Reactor Myrrha

De reactor van MYRRHA is uniek in vele opzichten. De kuipreactor wordt gekoeld door 7800 ton lood-bismut eutecticum (LBE). Alle primaire systemen bevinden zich binnen een dubbelwandige kuip van 16 m hoog en met een diameter van 10 m.
LBE is een doelbewuste keuze als koelmiddel en spallatiebron voor de reactor van MYRRHA:
- Breed temperatuurbereik: LBE heeft een relatief laag smeltpunt (125 ºC) vergeleken met de individuele componenten (lood 327 ºC, bismut 271 ºC). LBE kookt maar op 1670 ºC en is een uitstekende warmtegeleider. Dit laat toe om de reactor bij normale atmosferische druk te laten werken.
- Stralingsbescherming: LBE is een uitstekend schild dat gammastralen blokkeert.
- Virtueel transparant voor neutronen: LBE is een uitstekende omgeving als spallatiebron in de reactor, waar de protonenbundel van de linac omgevormd wordt in de neutronen die nodig zijn om de kernreactie in stand te houden.
- Samenstelling van de brandstof: LBE laat toe dat naast uranium 235 en 238 andere brandstoffen gebruikt kunnen worden, zoals mixed oxides (MOX). Simulaties hebben bovendien aangetoond dat een reactor die gestuurd wordt door een versneller en gekoeld wordt door LBE, tot 30% aan mineure actiniden als brandstof kan bevatten, zoals neptunium, americium en curium.
- Reactoren met LBE gebruiken veel minder kernbrandstof en produceren veel minder kernafval.

De standaardopstelling van MYRRHA voorziet in een subkritische werking: de reactor bevat niet voldoende splijtstof om de kernreactie in stand te houden. Het ontwerp van de reactor is voor veiligheidsredenen gebaseerd op passieve koeling: bij het plots uitvallen van de reactor vanwege elektrische fout of afschakeling van de linac wordt de reactor gekoeld door de natuurlijke stroming van het LBE.
MYRRHA zal een maximaal vermogen hebben van 100 MWth.

### De Proton Target Facility (PTF)
De Proton Target Facility (PTF) is een veelzijdige onderzoeksinfrastructuur die tot 0,5 mA van de protonenbundel aan 100 MeV zal gebruiken. De PTF verzekert de productie van radio-isotopen en maakt onderzoek mogelijk in verschillende domeinen.
Het ISOL (Isotope Seperation On-Line) bestralingsstation maakt het hart uit van de PTF: daar wordt een brede waaier aan radio-isotopen geproduceerd door de kernreactie van de protonenbundel met de primaire “target”-materialen. Deze materialen kunnen keramisch van aard zijn en kunnen uranium, thorium of tantalium bevatten. De radio-isotopen die met ISOL aangemaakt worden, worden uit het bestralingsstation onttrokken via een delicaat en technologisch hoogstaand proces, waarbij lasers, elektrostatische toestellen (quadripolen en elektrodes) en nauwkeurig afgestelde magnetische dipolen gebruikt worden.
Uiteindelijk wordt een specifieke radio-isotoop met grote zuiverheid overgebracht naar het labo voor verdere behandeling – de kracht van het ISOL-systeem. Deze behandeling van radio-isotopen kan bestaan uit het oogsten van medische isotopen op folie tot het opsluiten in elektromagnetische “flessen” waar hun radioactief verval tot in het fijnste detail geobserveerd kan worden.
Het volledige PTF labo rond de primaire “target container” bestaat uit:
- Een faciliteit waar de gebruikte primaire doelwitten gemanipuleerd en tijdelijk bewaard kunnen worden,
- Een mass separation kamer,
- Een labo voor radiochemie,
- Een labo waar experimenten voor fundamenteel onderzoek kunnen worden uitgevoerd.

De PTF zal beschikbaar zijn voor nationale en internationale onderzoeksgroepen.

### De Fusion Target Facility
Het Fusion Target Station is een flexibele researchinfrastructuur die gericht is op nucleaire fusie. Het is ontworpen om een protonenbundel van 4 mA en 100 MeV te verwerken. Het FTS bestaat uit een volume voor vloeibaar water dat van het luchtledige wordt afgescheiden door een dun metalen venster. Door de positie in de watertank aan te passen kan de energie van de protonenbundel afgestemd worden op bestralingsomstandigheden die nodig zijn om materialen voor fusietoepassingen te onderzoeken. Het ontwerp laat ook het gebruik van een watergekoelde spallatiebron toe die een hybride stralingsveld van protonen en neutronen kan opwekken. In de watertank kunnen gebruikers van het FTS bijkomende bestralingsexperimenten binnen een vooraf gedefinieerde veiligheidsenvelope ontwerpen.
Het FTS zal ingezet worden voor het onderzoek van geaccumuleerde schade bij bestraling en/of voor het testen in situ van materialen die blootgesteld worden aan zowel mechanische belasting als bestraling. De bestraalde stalen worden overgebracht naar “hot-cells” bij SCK CEN of elders, waar ze met de best beschikbare toestellen nauwkeurig bestudeerd kunnen worden. De operationele focus van het FTS komt zo te liggen op het testen van innovatieve materialen, de evaluatie van het verzachtende effect van kruip tijdens bestraling en de validatie van diagnosetoestellen.
Het FTS zal bestaan uit:
- bestralingsmodule,
- instrumentatiemodule,
- “hot-cell” voor laden en vervoer van stalen,
- toegewijd testlaboratorium met “hot-cells” in het Nuclear Material Science instituut.

Nationale en internationale researchprojecten kunnen gebruik maken van het FTS. Het Fusion Target Station zal nauw verbonden zijn met Europese activiteiten in fusieresearch (het consortium EFDA/EUROfusion).

## Fases
MYRRHA zal gebouwd worden in drie fases:

### Fase 1: Ontwerp en bouw van het eerste deel van de linac (tot 100 MeV), van de Proton Target Facility en van het Fusion Target Station
Deze fase moet de operationele betrouwbaarheid bevestigen van de linac die later nodig is om de reactor te voeden met protonen uit de volledige versneller (600 MeV). Deze fase omvat ook onderzoek en ontwikkeling van de uitbreiding van de versneller tot 600 MeV en van de subkritische reactor, alsook de pre-licensiëring. De planning van Fase 1 voorziet in oplevering in 2026.

### Fase 2: Uitbreiding van de linac 100 MeV tot 600 MeV
Deze verlenging is nodig om de reactor aan te sturen. Bij het einde van deze fase zal de versneller ongeveer 400 m lang zijn. Oplevering van Fase 2 is voorzien voor 2033.

### Fase 3: Bouw van de reactor
Alle primaire systemen worden ondergebracht in de dubbelwandige kuipreactor die onder normale luchtdruk zal werken. De subkritische reactor zal gevoed worden door neutronen die in de spallatiebron gevormd worden uit de protonenbundel van de linac. De snelle reactor wordt gekoeld door een eutecticum van lood-bismut en zal een maximaal thermisch vermogen hebben van 100 MW. De reactor zal volledig operationeel zijn in 2036.

## Doelstellingen

### Minder (toxisch) kernafval
Kernenergie produceert veel elektriciteit, maar laat radioactief afval achter. Dat radioactieve afval heeft 300 000 jaar nodig om zijn natuurlijke stralingsniveau te bereiken. Met MYRRHA onderzoekt SCK CEN het proces van transmutatie. Transmutatie zet radioactieve stoffen met lange levensduur om in minder toxische stoffen met korte levensduur. Dankzij transmutatie wordt het volume aan eindafval met factor 100 gereduceerd en het natuurlijke stralingsniveau al na 300 jaar bereikt (i.p.v. na 300 000 jaar). In die zin biedt het een kans om geologische berging te optimaliseren. Niras nuanceerde dit echter: “Transmutatie kan de berging van hoogactief en/of langlevend afval optimaliseren maar ondergrondse berging blijft absoluut noodzakelijk”.

### Productie van medische radio-isotopen
In 2018 kregen naar schatting 18,1 miljoen mensen een kankerdiagnose, 9,6 miljoen patiënten overleden aan de ziekte. Verwacht wordt dat die cijfers zullen stijgen en dus ook de vraag naar radio-isotopen zal toenemen. Om aan die toenemende vraag te voldoen zal MYRRHA instaan voor de productie van theranostische radio-isotopen (voor diagnostisch onderzoek en therapeutische behandeling). SCK CEN legt met MYRRHA ook op de focus op de ontwikkeling van nieuwe therapeutische radio-isotopen, die de kankercellen doelgerichter bestrijden en daarbij de bijwerkingen voor de patiënt aanzienlijk verminderen. De versneller zal vanaf 2027 radio-isotopen voor medische doeleinden produceren.

### Nieuwe reactorconcepten
Het testen van materialen is essentieel om de veiligheid van kerncentrales te waarborgen en te verbeteren. MYRRHA biedt de mogelijkheid om zowel huidige splijtstoffen en materialen te testen als nieuwe te bestuderen die in kernfusiereactoren gebruikt zullen worden. In vergelijking met huidige onderzoeksreactoren bereikt MYRRHA – dankzij zijn snelle neutronen – bestralingscondities die dichter bij die van een fusiereactor liggen.

### Fundamenteel onderzoek
De onderzoeksinfrastructuur opent de weg naar ontelbare veelbelovende technologieën en toepassingen, maar is ook een aantrekkingspool voor fundamenteel onderzoek in verschillende wetenschappelijke disciplines zoals kernfysica, atoomfysica, fundamentele interacties, vastestoffysica en nucleaire geneeskunde. Hierin zal de protonenversneller een voorname rol spelen via ISOL@MYRRHA (Isotope Separator On-Line), een middel om intense laagenergetische radioactieve ionenbundels op te wekken. Het project trekt wetenschappers uit binnen- én buitenland aan, die er een opleiding zullen kunnen genieten.

### Commerciële toepassingen
- Aanmaak van radio-isotopen voor de productie van radiofarmaca (medische diagnose en behandeling)
- Oprichting van clusterbedrijven die onderzoek bij en exploitatie van MYRRHA vermarkten

## Situering binnen de internationaleO&O-context
MYRRHA is een belangrijke schakel in de onderzoeksprogramma's van Euratom, dat lid is van het Generation IV International Forum. Europa zet in op de ontwikkeling van drie types snelle reactoren, waarbij de natriumtechnologie als referentie werd weerhouden en de LFR gezien wordt als alternatief op langere termijn.
In het zesde kaderprogramma van Euratom (2002-2006) was MYRRHA opgenomen in twee projecten inzake beheer van radioactief afval: ELSY (European Lead Cooled System), waarvoor een consortium is opgezet, en EUROTRANS (EURopean Research Programme for the TRANSmutation of High Level Nuclear Waste in an Accelerator Driven System). In het zevende kaderprogramma (2007-2013) wordt voortgebouwd op de resultaten van deze projecten en is MYRRHA aangeduid als FASTEF (FAst Spectrum Transmutation Experimental Facility) waarvoor een Central Design Team (CDT) is opgezet dat moet bijdragen aan de ontwikkeling ervan. Daarnaast blijft MYRRHA een etappe op de weg naar een Europese loodgekoelde snelleneutronenreactor (ELFR met een vermogen van 600 MWe), waarbij GUINEVERE als voorloper fungeert en ALFRED de volgende stap zal vormen (demonstratie van stroomopwekking in 125 MWe installatie).
MYRRHA is ook stevig ingebed in het Strategic Energy Technology Plan van de Europese Commissie, in het kader waarvan het door de European Sustainable Nuclear Industrial Initiative (ESNII) als prioritair werd weerhouden. Ook het European Strategy Forum on Research Infrastructures heeft MYRRHA aangeduid als onderzoeksinfrastructuur van strategisch belang.

## Budget en financiering
Op 7 september 2018 besloot de Belgische federale regering dat het MYRRHA-project gebouwd zal worden op de site van SCK CEN in Mol. Op basis van een volledige begroting voor het project van € 1,6 miljard heeft de Belgische regering € 558 m toegekend voor de uitvoering in verschillende fasen.
Daarnaast heeft de Belgische regering de oprichting aangekondigd van een internationale vereniging zonder winstoogmerk die ideaal geplaatst zal zijn om investeringen van bijkomende partnerlanden te verwelkomen. Aangezien MYRRHA deel uitmaakt van ESFRI (het European Strategic Forum for Research Infrastructure) en SET (European Strategic Energy Technologies) van de Europese Unie, is het project een kandidaat voor financiering van de Europese Investeringsbank (EIB)

## Kritiek
- De bevoorrading van MOX is precair en er zijn nauwelijks alternatieven als de Chinese aanvoer zou stokken.[4]
- Zelfs bij succesvolle uitkomst zal de ontwikkelde transmutatietechniek geen oplossing bieden voor het reeds verglaasde kernafval (690 ton in België).[5]